# Campeonato Soviético de Xadrez de 1971
O Campeonato Soviético de Xadrez de 1971 foi a 39ª edição do Campeonato de xadrez da URSS, realizado em Leningrado, de 14 de setembro a 18 de outubro de 1971. A competição foi vencida por Vladimir Savon. A vitória de Savon, então um pouco conhecido mestre internacional, foi surpreendente. Ele aprendeu a jogar apenas aos 13 anos de idade e viveu boa parte da vida em uma pequena cidade, onde não havia adversários muitos fortes. Semifinais ocorreram nas cidades de Daugavpils, Ivano Frankivsk, Novosibirsk e Perm.

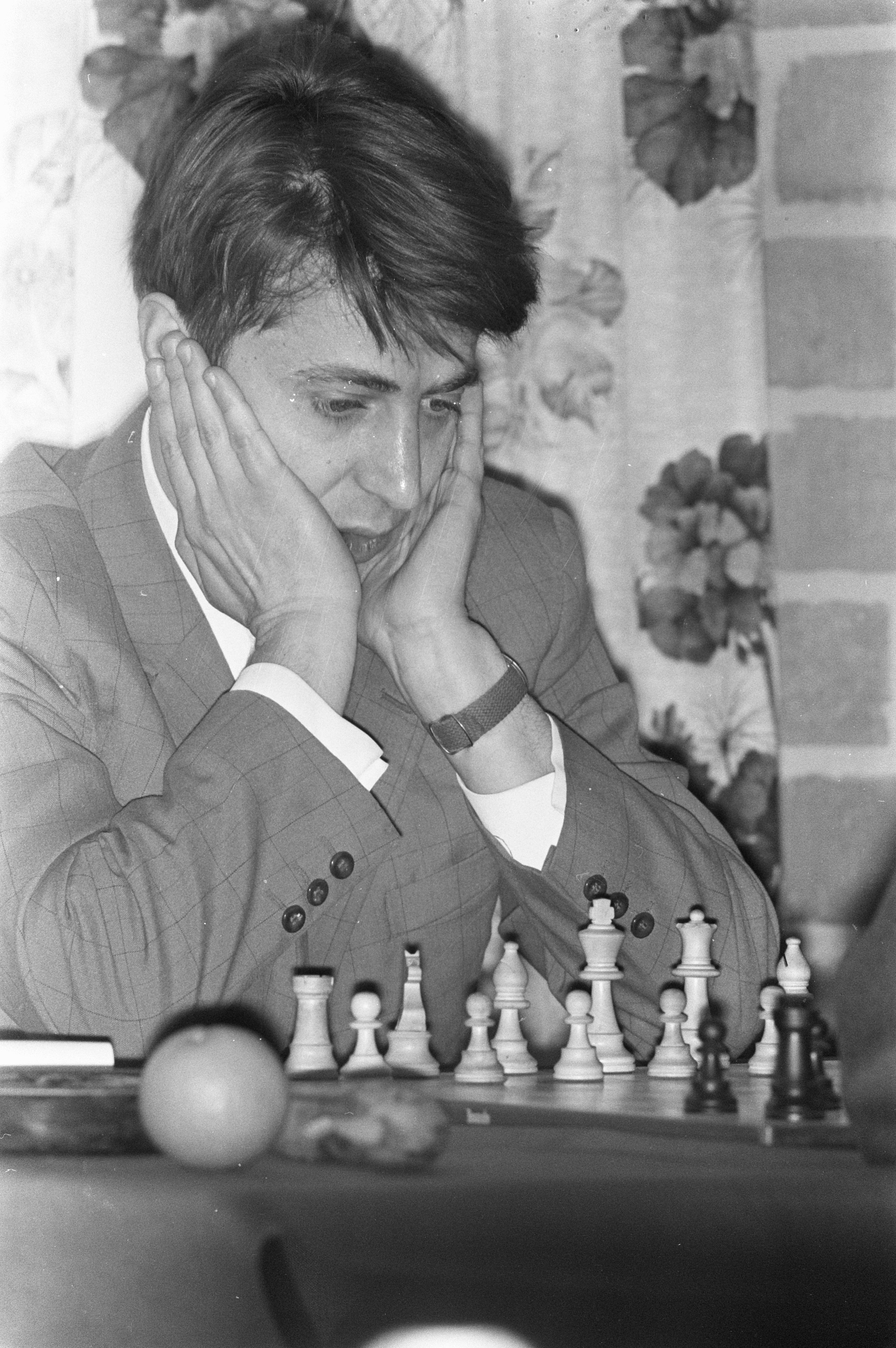
Vladimir Savon

## Tabela e resultados
| N° | Jogador                | 1 | 2 | 3 | 4 | 5 | 6 | 7 | 8 | 9 | 10 | 11 | 12 | 13 | 14 | 15 | 16 | 17 | 18 | 19 | 20 | 21 | 22 | Total |
| -- | ---------------------- | - | - | - | - | - | - | - | - | - | -- | -- | -- | -- | -- | -- | -- | -- | -- | -- | -- | -- | -- | ----- |
| 1  | Vladimir Savon         | - | ½ | ½ | ½ | 1 | 1 | ½ | 1 | ½ | ½  | 1  | 1  | 1  | ½  | ½  | 1  | ½  | ½  | ½  | ½  | 1  | 1  | 15    |
| 2  | Vassily Smyslov        | ½ | - | ½ | 1 | ½ | ½ | ½ | ½ | ½ | ½  | ½  | ½  | ½  | ½  | 1  | ½  | ½  | 1  | 1  | 1  | ½  | 1  | 13½   |
| 3  | Mikhail Tal            | ½ | ½ | - | ½ | 0 | 1 | 1 | 0 | ½ | ½  | 1  | ½  | 1  | 1  | ½  | 0  | 1  | 1  | 1  | ½  | ½  | 1  | 13½   |
| 4  | Anatoly Karpov         | ½ | 0 | ½ | - | 1 | ½ | ½ | ½ | 1 | ½  | ½  | ½  | ½  | ½  | ½  | 1  | 0  | 1  | 1  | 1  | ½  | 1  | 13    |
| 5  | Leonid Stein           | 0 | ½ | 1 | 0 | - | 0 | ½ | 1 | 1 | 0  | 1  | ½  | ½  | ½  | ½  | 1  | ½  | ½  | 1  | 0  | 1  | 1  | 12    |
| 6  | Yuri Balashov          | 0 | ½ | 0 | ½ | 1 | - | 1 | ½ | ½ | 0  | 0  | ½  | 0  | ½  | 1  | ½  | 1  | ½  | 1  | 1  | 1  | 1  | 12    |
| 7  | David Bronstein        | ½ | ½ | 0 | ½ | ½ | 0 | - | 1 | ½ | 1  | ½  | ½  | 1  | 1  | 0  | 1  | 1  | 0  | ½  | 0  | ½  | 1  | 11½   |
| 8  | Lev Polugaevsky        | 0 | ½ | 1 | ½ | 0 | ½ | 0 | - | 1 | 1  | ½  | ½  | 1  | ½  | ½  | ½  | ½  | 1  | ½  | 1  | ½  | 0  | 11½   |
| 9  | Mark Taimanov          | ½ | ½ | ½ | 0 | 0 | ½ | ½ | 0 | - | 1  | 1  | ½  | 0  | 1  | ½  | ½  | 1  | ½  | 0  | 1  | ½  | 1  | 11    |
| 10 | Albert Kapengut        | ½ | ½ | ½ | ½ | 1 | 1 | 0 | 0 | 0 | -  | ½  | ½  | 0  | 0  | ½  | ½  | ½  | 1  | 0  | 1  | 1  | 1  | 10½   |
| 11 | Nikolai Krogius        | 0 | ½ | 0 | ½ | 0 | 1 | ½ | ½ | 0 | ½  | -  | 0  | ½  | 1  | 1  | ½  | 1  | ½  | 1  | ½  | ½  | ½  | 10½   |
| 12 | Igor Platonov          | 0 | ½ | ½ | ½ | ½ | ½ | ½ | ½ | ½ | ½  | 1  | -  | ½  | ½  | 0  | 0  | 0  | 1  | ½  | 1  | 1  | 0  | 10    |
| 13 | Anatoly Lein           | 0 | ½ | 0 | ½ | ½ | 1 | 0 | 0 | 1 | 1  | ½  | ½  | -  | 0  | 1  | 0  | ½  | 0  | 1  | ½  | ½  | 1  | 10    |
| 14 | Efim Geller            | ½ | ½ | 0 | ½ | ½ | ½ | 0 | ½ | 0 | 1  | 0  | ½  | 1  | -  | 1  | 0  | ½  | 0  | ½  | ½  | ½  | 1  | 9½    |
| 15 | Vladimir Karasev       | ½ | 0 | ½ | ½ | ½ | 0 | 1 | ½ | ½ | ½  | 0  | 1  | 0  | 0  | -  | 1  | ½  | ½  | ½  | 0  | 1  | 0  | 9     |
| 16 | Leonid Shamkovich      | 0 | ½ | 1 | 0 | 0 | ½ | 0 | ½ | ½ | ½  | ½  | 1  | 1  | 1  | 0  | -  | 0  | ½  | 0  | 1  | ½  | 0  | 9     |
| 17 | Rafael Vaganian        | ½ | ½ | 0 | 1 | ½ | 0 | 0 | ½ | 0 | ½  | 0  | 1  | ½  | ½  | ½  | 1  | -  | 0  | 0  | ½  | 1  | 0  | 8½    |
| 18 | Vladimir Tukmakov      | ½ | 0 | 0 | 0 | ½ | ½ | 1 | 0 | ½ | 0  | ½  | 0  | 1  | 1  | ½  | ½  | 1  | -  | 0  | ½  | 0  | ½  | 8½    |
| 19 | Yuri Nikolaevsky       | ½ | 0 | 0 | 0 | 0 | 0 | ½ | ½ | 1 | 1  | 0  | ½  | 0  | ½  | ½  | 1  | 1  | 1  | -  | 0  | ½  | 0  | 8½    |
| 20 | Karen Grigorian        | ½ | 0 | ½ | 0 | 1 | 0 | 1 | 0 | 0 | 0  | ½  | 0  | ½  | ½  | 1  | 0  | ½  | ½  | 1  | -  | 0  | ½  | 8     |
| 21 | Roman Dzindzichashvili | 0 | ½ | ½ | ½ | 0 | 0 | ½ | ½ | ½ | 0  | ½  | 0  | ½  | ½  | 0  | ½  | 0  | 1  | ½  | 1  | -  | ½  | 8     |
| 22 | Mark Tseitlin          | 0 | 0 | 0 | 0 | 0 | 0 | 0 | 1 | 0 | 0  | ½  | 1  | 0  | 0  | 1  | 1  | 1  | ½  | 1  | ½  | ½  | -  | 8     |